# Звезда экрана
«Звезда экрана» — советский музыкальный фильм 1974 года, снятый по оперетте Андрея Эшпая «Нет меня счастливее». Премьера состоялась 16 сентября 1974 года.

## Сюжет
Молодая актриса Вероника, впервые снявшаяся в художественном фильме и сразу ставшая звездой, приступает к работе над новой ролью. Прототипом её персонажа является партизанка Таня, считавшаяся погибшей.
В процессе мучительных поисков образа Вероника разыскивает людей, знавших Таню, и случайно узнаёт, что бесстрашная партизанка жива и сейчас работает директором курортной гостиницы, где остановилась съёмочная группа. Далее следуют волнующие встречи восходящей звезды с героиней славного прошлого и с правдой жизни.

## В ролях
- Валентина Смелкова — Вероника Чернова
- Вера Васильева — партизанка Таня, в мирное время — директор гостиницы Ольга Сергеевна
- Михаил Пуговкин — Борис Борисович Дудкин, директор снимающегося фильма
- Гренада Мнацаканова — Марина Бойченко, художница
- Николай Мерзликин — Володя, историк
- Александр Лазарев — Игорь Греков, режиссёр картины
- Юрий Пузырёв — Потанин/товарищ Антон
- Виктор Ильичёв — Сеня
- Гликерия Богданова-Чеснокова — дама с собачкой
- Савелий Крамаров — Гриша, водитель
- Алексей Смирнов — член киногруппы
- Валентина Ушакова — Маша Федотова, фронтовая медсестра
- Маргарита Жарова — эпизод
- Лев Потёмкин — заместитель Дудкина

## Съёмочная группа
- Авторы сценария: Владимир Гориккер, Владимир Константинов, Борис Рацер
- Режиссёр: Владимир Гориккер
- Оператор: Валерий Базылев
- Художник: Борис Комяков
- Композитор: Андрей Эшпай